# Padaek

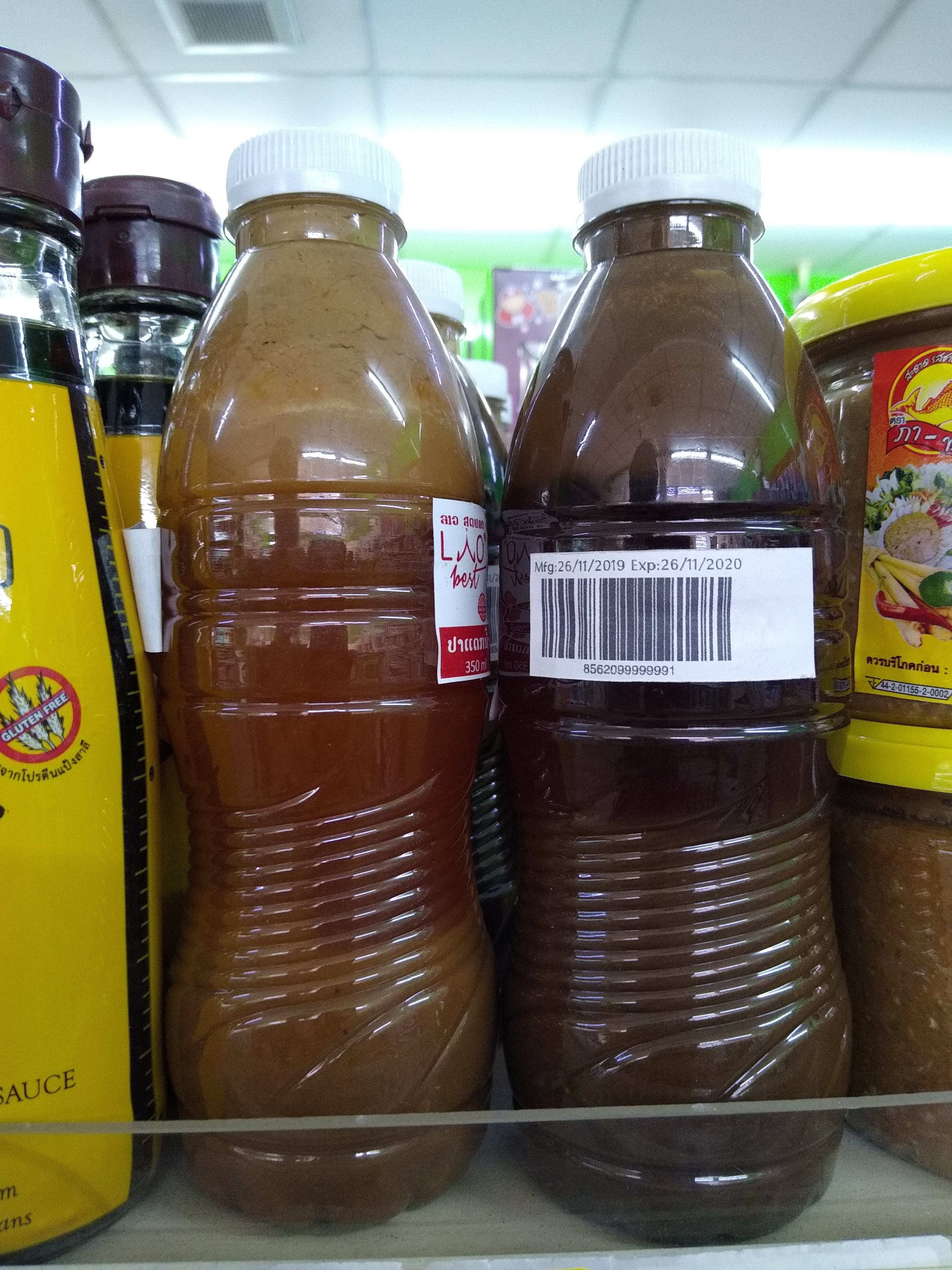
Padaek

Padaek hay còn gọi là padek hoặc nước mắm Lào (tiếng Lào: ປາແດກ, tiếng Thái: ปลาแดก), tương tự như pla ra ở Thái Lan (tiếng Thái: ปลาร้า), là một loại gia vị truyền thống của người Lào được làm từ cá lên men ướp muối. Nó đặc hơn và nhiều gia vị hơn nước mắm thường thấy ở khắp Thái Lan và Việt Nam, thường chứa nhiều loại cá. Quá trình lên men diễn ra trong một thời gian dài, tạo cho padaek một mùi thơm tương tự như các loại pho mát như Époisses. Không giống như các phiên bản nước mắm khác ở Đông Nam Á, padaek được làm từ cá nước ngọt do bản chất không giáp biển của vương quốc Lan Xang trước đây. Padaek được sử dụng trong nhiều món ăn, nổi bật nhất là tam maak hoong, một món gỏi đu đủ cay của Lào.